# Phoradendron juniperinum
Phoradendron juniperinum là một loài thực vật có hoa trong họ Santalaceae. Loài này được A. Gray miêu tả khoa học đầu tiên năm 1849.

## Hình ảnh

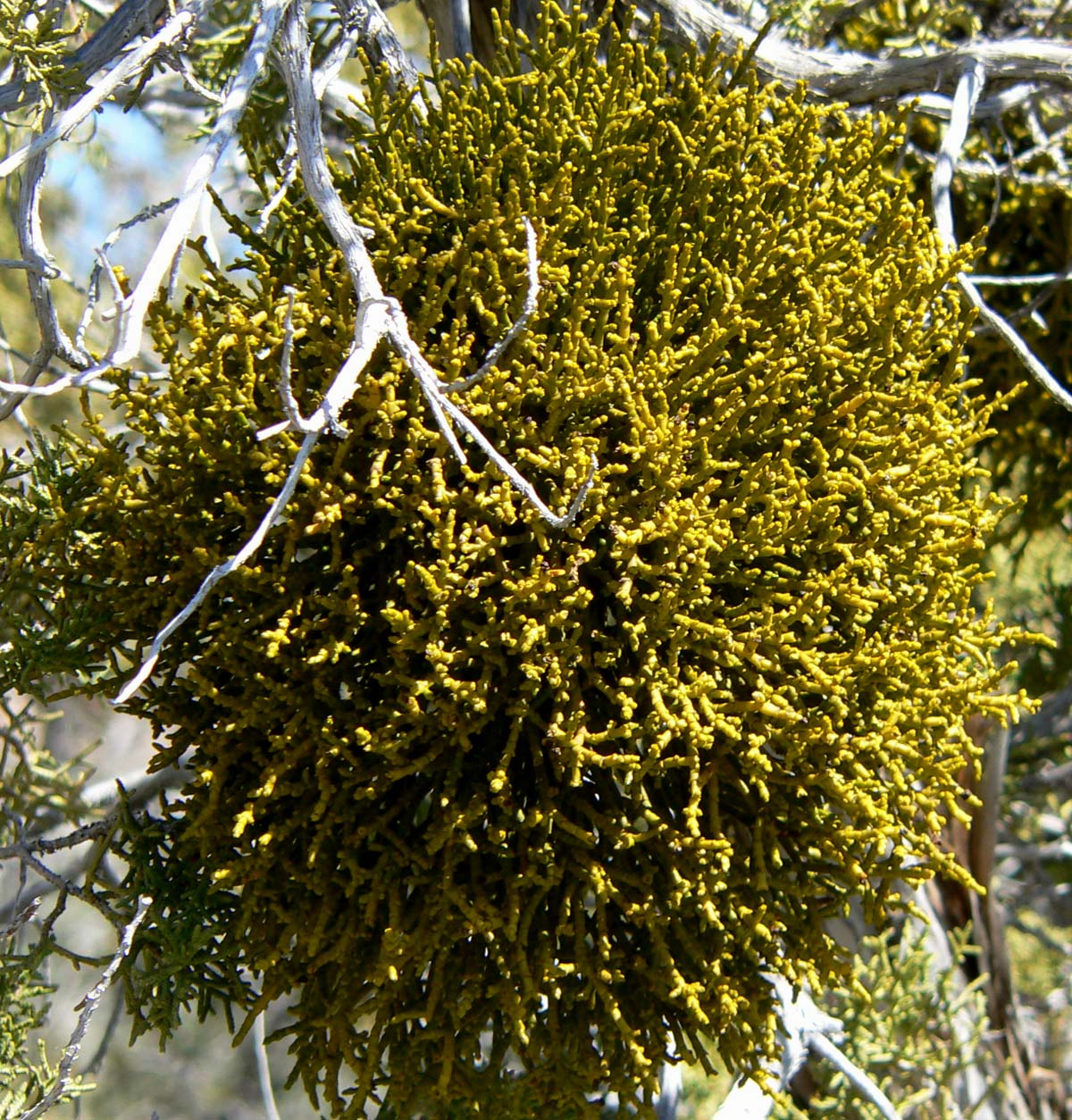
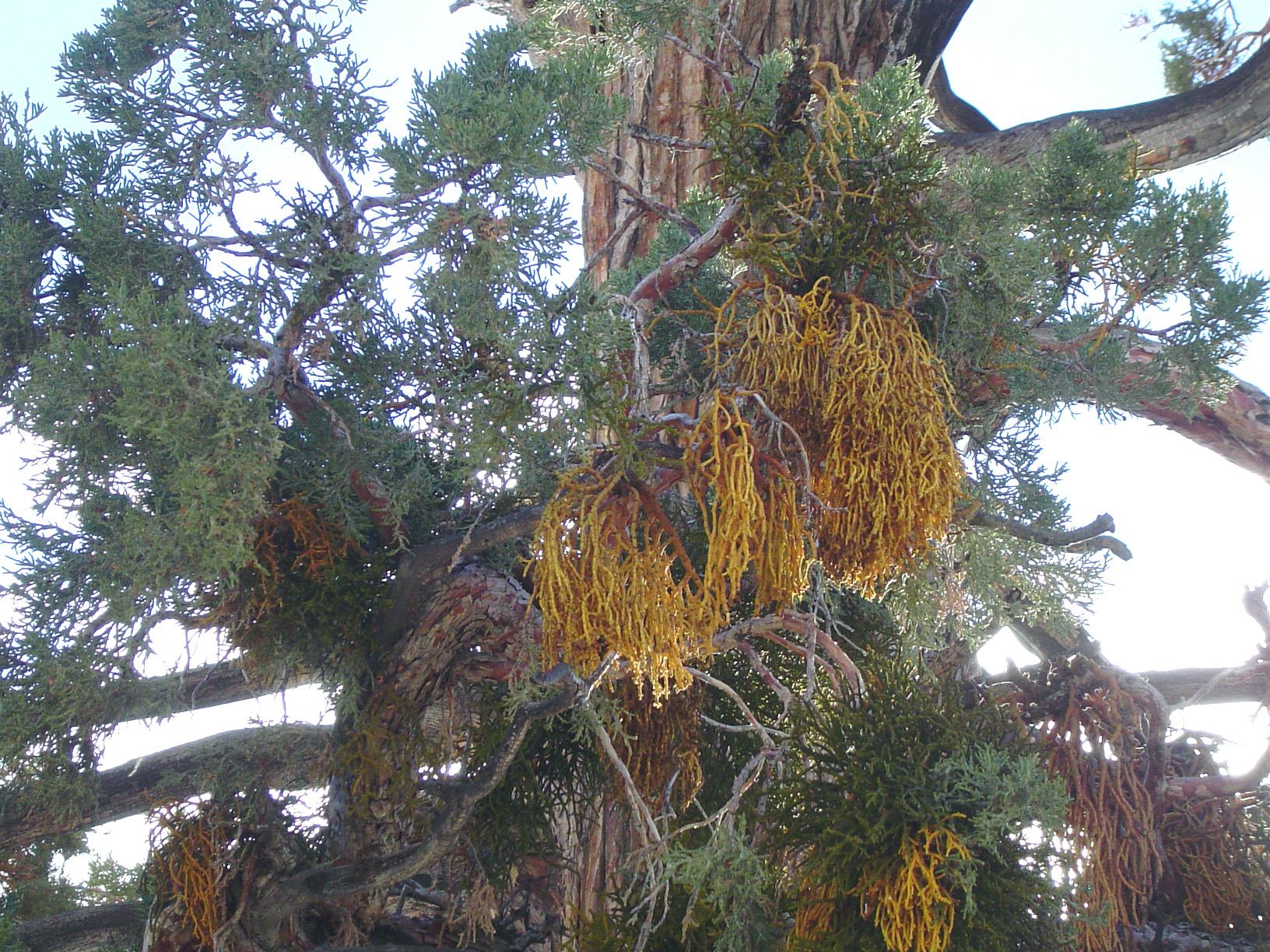
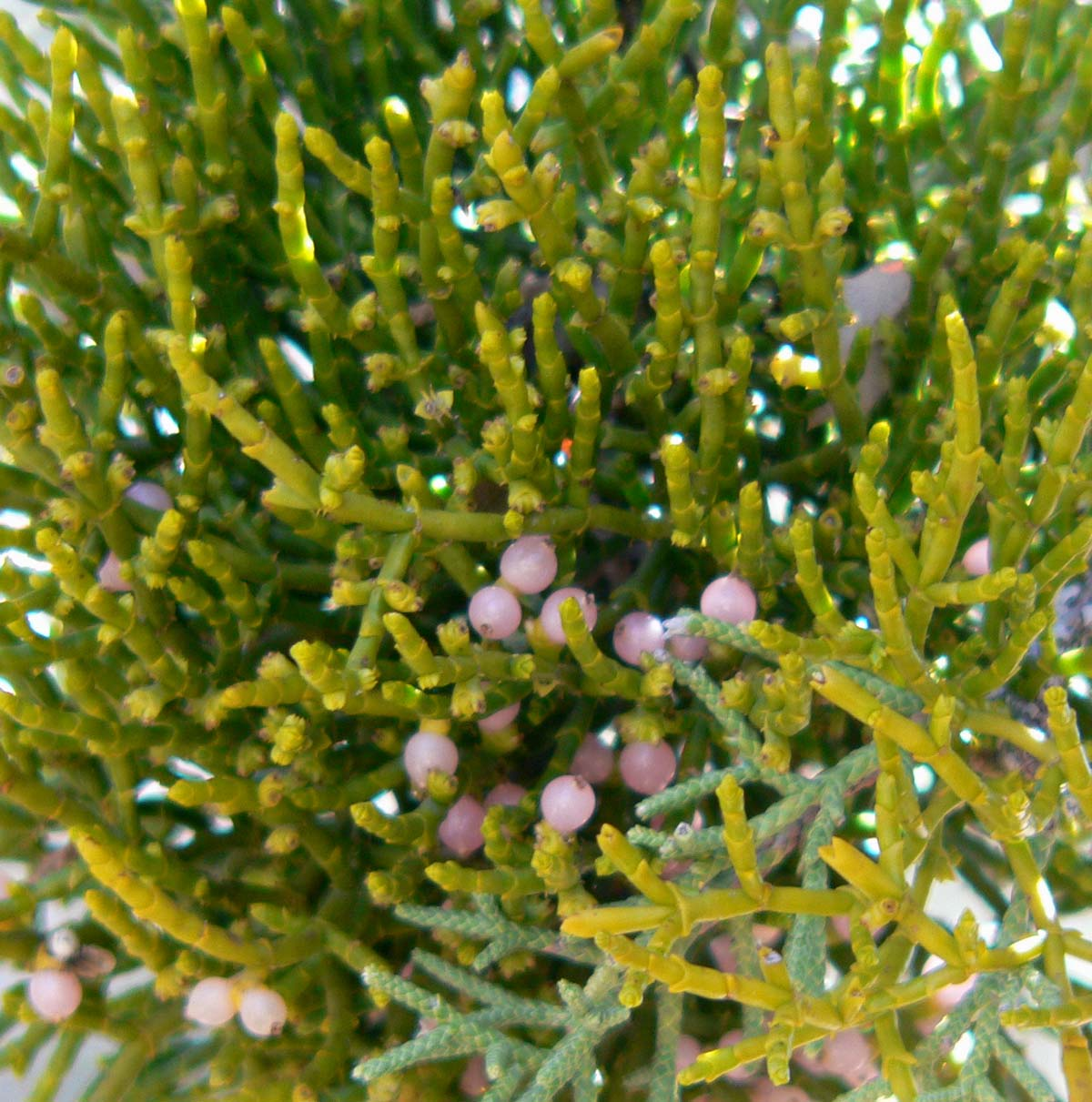
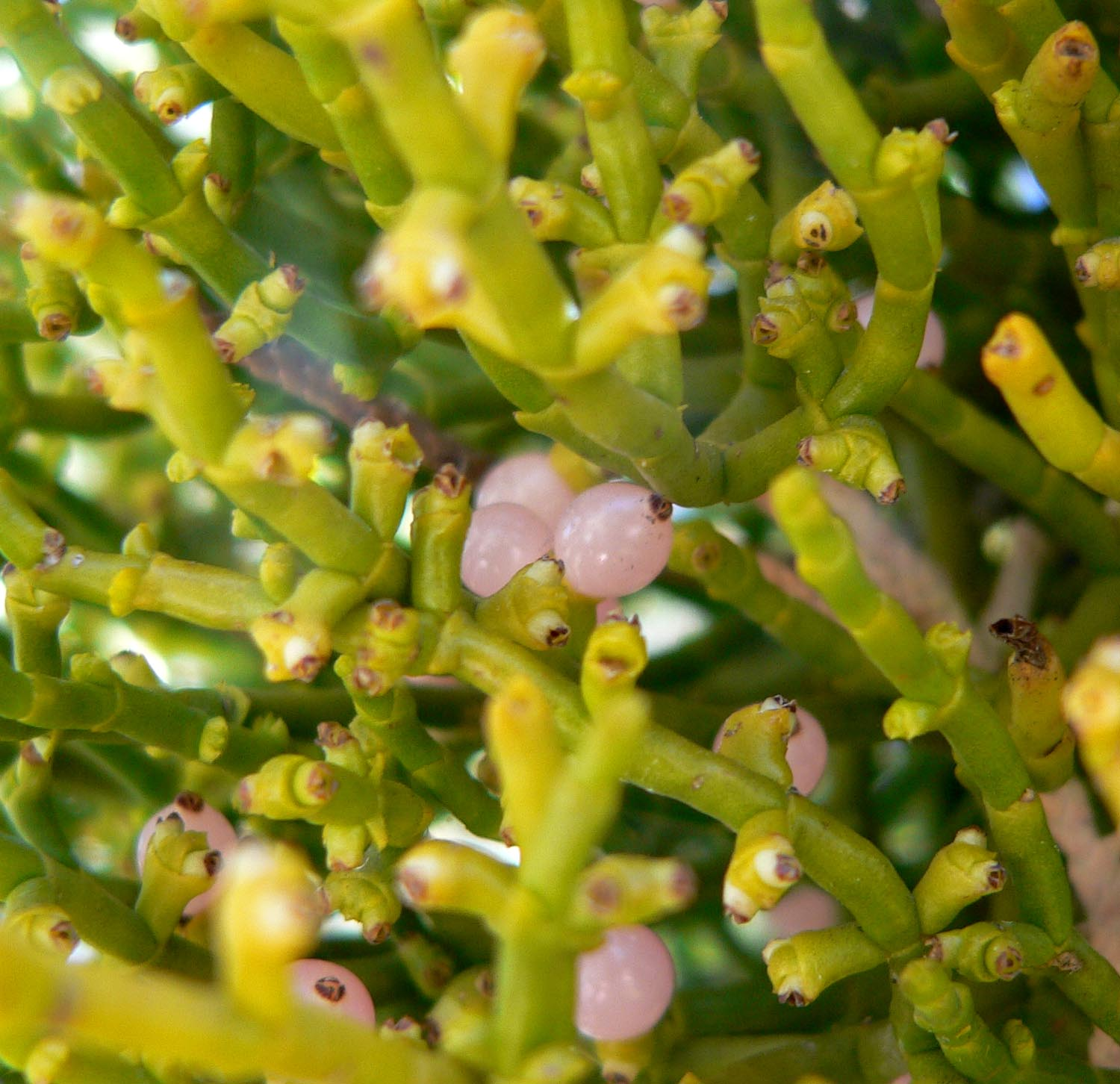